# Neudichau
Neudichau ist ein Gemeindeteil der Stadt Grafing bei München im oberbayerischen Landkreis Ebersberg.

## Lage
Das Dorf liegt circa einen Kilometer östlich von Grafing. Ab ca. 1914 bestand Neu-Dichau jahrzehntelang nur aus zwei Anwesen bei den heutigen Hausnummern 4 und 8 und wurde als Teil des Dorfes Dichau betrachtet und war wie dieses Teil der Gemeinde Straußdorf, die am 1. Mai 1978 in die Stadt Grafing bei München eingemeindet wurde.
Der Gemeindeteil Neudichau wird erstmals im Amtlichen Ortsverzeichnis von 1970 aufgelistet, und zwar als Weiler mit 19 Einwohnern., und danach im Amtlichen Ortsverzeichnis von 1987 als Dorf mit 52 Einwohnern in 12 Wohngebäuden mit 16 Wohnungen. Der etwas abgesetzte Teil mit zwei Anwesen nördlich der Kreisstraße EBE 9 entstand erst ab 1975 und liegt näher zum Gemeindeteil Geisfeld der nördlichen Nachbargemeinde Frauenneuharting.